# Adolfo Prada Vaquero
Adolfo Prada Vaquero (1883- Madrid 1962) fou militar espanyol que va lluitar en la guerra civil espanyola a favor de la República. Home de caràcter, dur i bon organitzador, va ser l'encarregat de defensar Astúries (agost-octubre de 1937) i de contraatacar a La Serena (agost de 1938).

## Orígens
Militar vocacional, va ingressar amb 15 anys en l'exèrcit, i en 1911 ja era capità. Aprofitant la Llei Azaña es va retirar de l'exèrcit el 1931 amb la graduació de capità d'infanteria. Des de 1933 va dirigir un centre per preparar l'ingrés a les acadèmies militars.

## Guerra civil
En esclatar la guerra al juliol del 1936, des del primer moment es posa al servei de la República, si bé anteriorment no va mostrar interès per la política.

### Defensa de Madrid
A la fi de setembre de 1936 està com a tinent coronel al capdavant d'una columna que porta el seu nom i formada per uns 1.500 soldats, cobrint l'accés de les tropes rebels des de Toledo a Madrid. Aquesta columna sofrirà l'embranzida principal de les tropes de Varela, havent-se de replegar amb prou feines cap a Madrid. A principis de novembre de 1936 les restes de la columna, a la qual se li han unit unes altres en desbandada, sumen uns 1.600 soldats, i estan situats al barri de Villaverde i Usera i en els ponts que al sud de la carretera d'Extremadura creuen el riu Manzanares. Els seus efectius aniran augmentant fins a uns 4.000 segons avança la lluita i arriben noves tropes, encarregant-se del sector anteriorment esmentat. La seva actuació durant la Batalla de Madrid serà destacada, suportant el primer atac frontal dels rebels sobre la capital abans que avancessin per la Casa de Campo.

### En el front de la Ciutat Universitària
El 21 de desembre de 1936 la seva unitat passa oficialment a dir-se Brigada Mixta C, i posteriorment serà numerada com 36a. A la fi de desembre es crea el Cos d'Exèrcit de Madrid (després II Cos d'Exèrcit), i Prada, ja com a coronel, passa a manar la 7a Divisió que defensa la Ciutat Universitària. El 7 d'abril de 1937 el II Cos d'Exèrcit que defensa Madrid es desdoblega en dos, quedant la nova unitat creada, el VI Cos d'Exèrcit, a les ordres de Prada, i defensant la zona nord de la ciutat de Madrid. Romandrà en aquest càrrec fins al 20 de juliol de 1937 que és substituït accidentalment pel tinent coronel Enrique Fernández-Heredia Gastañaga, i per Antonio Ortega Gutiérrez des del 27 de juliol.

### Destinat al front del Nord
A la fi de juliol de 1937, quan els rebels ja han ocupat Biscaia, és enviat al front del nord. Amb ell marxarà el seu fill Eduardo Prada que és capità de milícies i que farà d'ajudant. Aquest fill molts anys després va tenir un paper destacat en la transició a la democràcia. El 6 d'agost el govern de la República crea a Santander la Junta Delegada del Govern en el Nord d'Espanya, presidida per Mariano Gamir Ulibarri; Gamir reorganitza l'Exèrcit del Nord, i a Prada se li assigna el comandament del XIV Cos d'Exèrcit (antic Eusko Gudarostea).
Participa en la batalla de Santander cobrint l'est de Cantàbria. Davant l'avanç rebel des de Reinosa cap a Santander ha de replegar-se cap a la capital. Participa en la reunió del 22 d'agost de les autoritats republicanes on es decideix retirar la major quantitat possible de tropes cap a Astúries. Quan Prada intenta llavors replegar al seu Cos d'Exèrcit, es troba amb la rebel·lia de les unitats basques, les quals es refugien a Santoña. Allí signaran dies després l'anomenat Pacte de Santoña.
Després de la caiguda de Santander, el Consell Sobirà d'Astúries i Lleó, sense autorització del govern central, reemplaça a la fi d'agost a Mariano Gamir com a cap de l'Exèrcit del Nord, donant-li a Prada el 29 d'agost la prefectura de totes les tropes de la zona nord. Durant el següent parell de mesos es dedicarà a reorganitzar l'exèrcit en retirada de Cantàbria i a millorar a les tropes asturianes, arribant fins i tot a afusellar a tres caps de brigada i uns quants de batalló i comissaris per mantenir la disciplina. La seva intenció, aïllat en el nord, és resistir fins a l'arribada de l'hivern per obligar els rebels a retardar la seva ofensiva fins a la primavera. No ho aconseguirà, i els revoltats entraran en Gijón el 21 d'octubre, marxant Prada a Bordeus el dia anterior amb el seu fill al Torpeder núm. 3, i tornant immediatament a l'Espanya republicana.

### Destinat al sud de la Península
El 5 de novembre rep el comandament del nou Exèrcit d'Andalusia, amb quarter general a Baza, però només hi restarà fins al 14 de març de 1938, i fou substituït per Segismundo Casado, essent nomenat comandant militar de Múrcia.

### En el Front d'Extremadura
El 31 de juliol de 1938 és de nou requerida la seva presència en una situació de crisi en ser nomenat cap de l'Exèrcit d'Extremadura en substitució de Ricardo Burillo després de l'ofensiva rebel del tancament de la Bossa de Mèrida. Prada comença a actuar, substituint a una gran quantitat de comandaments i reorganitzant les unitats. Aquestes mesures, al costat de l'arribada de reforços i a la detenció de l'ofensiva rebel per l'inici de la batalla de l'Ebre, fan que llanci una contraofensiva a l'agost amb la qual aconsegueix recuperar part del territori perdut en els mesos anteriors. El 19 d'octubre de 1938 deixa l'Exèrcit d'Extremadura, primer al coronel Joaquín Pérez Salas i després al general Antonio Escobar. El seu següent càrrec serà el de sotsinspector general a la zona Centre-Sud.

### La revolta de Casado i la fi de la guerra
Quan es produeix el cop d'estat de Casado al març de 1939 se'n mostra partidari, i acaba sent nomenat cap de l'Exèrcit del Centre el 12 de març. El dia 28 de març a les 13 hores, un dia després de l'inici de l'última ofensiva dels rebels, Prada signa la rendició del seu exèrcit a l'Hospital Clínic de la Ciutat Universitària. Ell mateix va hissar la bandera dels revoltats a la seu del Consell Nacional (actual Ministeri d'Hisenda) i es va lliurar. Segons algunes versions (Luis Español citant a Rafael Sánchez-Guerra), en rendir-se va ser tractat amb “desconsideració i falta de delicadesa”.

## Postguerra
Després d'un judici militar va ser condemnat a mort, encara que la seva pena va quedar commutada per una de presó, on va passar uns anys, patint un aïllament total, malgrat la qual cosa els presos republicans insistien a veure'l abans de ser executats donat el seu caràcter carismàtic amb els seus subordinats.
Una vegada alliberat, va formar part de l'organització clandestina Agrupació de Forces Armades Republicanes Espanyoles (AFARE) fins a la seva defunció a Madrid en 1962.

## Semblança
L'opinió que d'ell dona l'historiador militar Ramón Salas Larrazábal no és negativa, indicant el seu caràcter resolutiu, capaç si es fes càrrec de les situacions més desesperades (Astúries, La Serena) i considerant-lo un bon cap superior. Salas també indica com durant un temps va estar en l'òrbita comunista, però que finalment es va posicionar contra ells. El seu fill Eduardo Prada es va encarregar de desmentir això en diverses publicacions posteriors en forma de llibre, com es recull en "Memoria de una locura" de Javier Figuero o en diversos articles periodístics.